# Zeitpyramide
Zeitpyramide és una obra d'art públic de Manfred Laber en construcció a la ciutat alemanya de Wemding. La piràmide es va iniciar el 1993, el 1.200è aniversari de la fundació de Wemding, trigarà 1.168 anys a completar-se i s'espera que s'acabi l'any 3183. A data de 2023, s'han col·locat els quatre primers dels 120 blocs previstos.
El finançament inicial del projecte es va aconseguir a través de donacions d'empreses locals que, per exemple, van subministrar de manera gratuïta els materials per a la base de formigó. El projecte és administrat per una fundació amb seu a Wemding.

## Descripció

Esquema de la piràmide

La ciutat de Wemding es remunta a l'any 793 i va celebrar el seu 1.200è aniversari el 1993. Zeitpyramide («piràmide del temps») va ser concebuda per l'artista local Manfred Laber (1932–2018) el juny del 1993 per a donar a les persones una idea del que aquest temps realment suposa. El pla consisteix a col·locar 120 blocs, un cada deu anys, fet que comporta 1.190 anys en total. El material dels blocs utilitzats no és fix i es pot modificar en generacions futures depenent de la disponibilitat.
La piràmide es compondrà de quatre nivells de 8, 6, 4 i 2 blocs de costat, successivament. Cada bloc té una mida de 1,2 m d'amplada, 1,2 m de fons i 1,8 m d'alçada. L'espai entre bloc i bloc és de 0,6 m en les dues direccions, per la qual cosa la piràmide finalitzada tindria unes dimensions de 13,8 m de costat i 7,2 m d'alçada.
La piràmide estarà acabada per a l'any 3183, en el seu estat actual, està en una plataforma de formigó en una lloma a l'extrem nord de Wemding. El primer bloc es va col·locar a l'octubre de 1993. El quart i més recent bloc, de 6,5 tones, es va col·locar a les 15.06 el 9 de setembre de 2023.